# Eishockey-Bundesliga 1998/99
Die Eishockey-Bundesliga 1998/99 war die erste Spielzeit der neuen eingleisigen zweithöchsten deutschen Spielklasse, die ab dem folgenden Jahr den Namen 2. Bundesliga trug. Am Spielbetrieb der Premierensaison nahmen 16 Mannschaften teil.

## Voraussetzungen

### Entstehung
Im Sommer 1997 wurde von den stimmberechtigten Teilnehmern mit Mehrheitsbeschluss für die Saison 1998/99 die Wiedereinführung einer eingleisigen Liga unter dem Dach des Deutschen Eishockey-Bundes beschlossen. Diese neue Liga trug in dieser Saison zwar den Namen Bundesliga, war aber tatsächlich die zweithöchste deutsche Spielklasse nach der Deutschen Eishockey Liga. Die bisherige 1. Liga wurde dadurch der Name der zweigleisig ausgespielten dritten Ligenstufe. Im Sommer 1998 versuchte der DEL-Kommissionär und Rechtsanwalt Bernd Schäfer III., die Einführung der Liga zu verhindern, indem er die Mannschaften für eine sogenannte DEL II unter dem Dach der DEL zu gewinnen versuchte. Dies wurde aber durch ein negatives Votum der teilnehmenden Mannschaften abgelehnt, ebenso wie eine vom DEB vorgeschlagene Vermarktung der Liga durch ein von der Firma DEWE vorgelegtes Konzept.
Von den Teilnehmern am Lizenzierungsverfahren für die Liga konnte die aus der DEL aus finanziellen Gründen ausgeschiedene Düsseldorfer EG erst spät die Voraussetzungen erfüllen, während der EC in Hannover die Lizenzvoraussetzungen gar nicht erbringen konnte und daraufhin Insolvenz anmelden musste, ebenso wie der ERC Sonthofen, dessen Lizenzantrag selbst für die – jetzt viertklassige – 2. Liga Süd abgelehnt wurde. Beim TSV Erding und dem SC Riessersee wurde lange Zeit über eine Nichtteilnahme an der Liga diskutiert, letztendlich entschlossen sich aber beide Vereine zur Teilnahme.
Bei Saisonbeginn in der zweiten Septemberhälfte starteten somit 16 statt der gedachten 18 Mannschaften in der Liga, wobei die als Nachrücker vorgesehene Mannschaft des SC Bietigheim-Bissingen lediglich an der 1. Liga Süd teilnehmen durfte.

### Teilnehmer
| - Braunlager EHC/Harz - Düsseldorfer EG - Moskitos Essen - Crocodiles Hamburg - Grefrather EV - Iserlohner EC - EHC Neuwied - GEC Nordhorn | - EC Bad Nauheim - EC Bad Tölz - TSV Erding - EHC Freiburg - SC Riessersee - Heilbronner EC - ERC Ingolstadt - ES Weißwasser |

## Modus
In der Vorrunde wurde eine Anderthalbfach-Runde gespielt, das heißt, jede Mannschaft spielte in der Hin- und Rückrunde gegen jeden und anschließend in einem Hin- und Rückspiel in einer regionalen Gruppe gegen sieben Vereine.
Für diese regionalen Gruppen wurden der EC Bad Nauheim, der EC Bad Tölz, der TSV Erding, der EHC Freiburg, der SC Riessersee, der Heilbronner EC, der ERC Ingolstadt und der ES Weißwasser in die Süd-Gruppe eingeteilt, während der Braunlager EHC/Harz, die Düsseldorfer EG, die Moskitos Essen, der Grefrather EV, die Crocodiles Hamburg, der Iserlohner EC, der EHC Neuwied und der GEC Nordhorn in die Nord-Gruppe eingeteilt wurden.
Am 6. und 8. November legte die Liga zugunsten der Nationalmannschaft für die WM-Qualifikation eine Pause ein.
Nach der Pause spielten die besten acht Mannschaften der Vorrunde in einer Meisterrunde die Platzierungen für die Play-offs aus, während die letzten acht Mannschaften anschließend in zwei Gruppen mit den jeweils vier besten Teams der 1. Liga Nord und Süd in der Qualifikationsrunde in Form einer Einfachrunde die acht freien Plätze für die Saison 1999/2000 ausspielten.

## Vorrunde

### Abschlusstabelle
|     | Klub                | Sp | S  | OTS SOS | OTN SON | N  | Tore    | Punkte |
| --- | ------------------- | -- | -- | ------- | ------- | -- | ------- | ------ |
| 1.  | Moskitos Essen      | 44 | 27 | 6       | 2       | 9  | 157:91  | 95     |
| 2.  | EC Bad Nauheim      | 44 | 28 | 4       | 2       | 10 | 176:105 | 94     |
| 3.  | Düsseldorfer EG     | 44 | 23 | 4       | 2       | 15 | 148:126 | 79     |
| 4.  | Iserlohner EC       | 44 | 21 | 4       | 6       | 13 | 165:138 | 77     |
| 5.  | EHC Freiburg        | 44 | 22 | 7       | 2       | 16 | 138:140 | 76     |
| 6.  | GEC Nordhorn        | 44 | 2  | 3       | 2       | 17 | 153:138 | 73     |
| 7.  | Braunlager EHC/Harz | 44 | 20 | 3       | 6       | 15 | 147:128 | 72     |
| 8.  | SC Riessersee       | 44 | 16 | 8       | 6       | 14 | 138:148 | 70     |
| 9.  | EC Bad Tölz         | 44 | 18 | 5       | 4       | 17 | 118:116 | 68     |
| 10. | Heilbronner EC      | 44 | 16 | 6       | 2       | 20 | 145:144 | 62     |
| 11. | TSV Erding          | 44 | 16 | 3       | 1       | 24 | 132:163 | 55     |
| 12. | EHC Neuwied         | 44 | 15 | 2       | 4       | 23 | 153:154 | 53     |
| 13. | ERC Ingolstadt      | 44 | 15 | 1       | 6       | 22 | 124:146 | 53     |
| 14. | Crocodiles Hamburg  | 44 | 13 | 5       | 2       | 24 | 139:186 | 51     |
| 15. | ES Weißwasser       | 44 | 12 | 2       | 8       | 22 | 149:167 | 48     |
| 16. | Grefrather EV       | 44 | 8  | 1       | 4       | 31 | 111:203 | 30     |

Abkürzungen: Sp = Spiele, S = Siege, OTS = Siege nach Verlängerung, SOS = Siege nach Penaltyschießen, OTN = Niederlagen nach Verlängerung, SON = Niederlagen nach Penaltyschießen, N = Niederlagen

Erläuterungen:       = Meisterrunde,       = Qualifikationsrunde.

## Meisterrunde

### Abschlusstabelle
|    | Klub                | Sp | S  | OTS SOS | OTN SON | N  | Tore    | Punkte |
| -- | ------------------- | -- | -- | ------- | ------- | -- | ------- | ------ |
| 1. | Moskitos Essen      | 58 | 35 | 6       | 2       | 15 | 206:130 | 119    |
| 2. | EC Bad Nauheim      | 58 | 33 | 6       | 2       | 17 | 218:151 | 113    |
| 3. | Düsseldorfer EG     | 58 | 32 | 4       | 4       | 18 | 208:171 | 108    |
| 4. | GEC Nordhorn        | 58 | 33 | 2       | 3       | 20 | 221:185 | 106    |
| 5. | EHC Freiburg        | 58 | 28 | 5       | 3       | 22 | 184:187 | 97     |
| 6. | Iserlohner EC       | 58 | 25 | 5       | 9       | 19 | 214:190 | 94     |
| 7. | Braunlager EHC/Harz | 58 | 24 | 4       | 6       | 24 | 180:174 | 86     |
| 8. | SC Riessersee       | 58 | 19 | 9       | 6       | 24 | 169:204 | 81     |

Abkürzungen: Sp = Spiele, S = Siege, OTS = Siege nach Verlängerung, SOS = Siege nach Penaltyschießen, OTN = Niederlagen nach Verlängerung, SON = Niederlagen nach Penaltyschießen, N = Niederlagen

Erläuterungen:       = Play-offs

## Play-offs
Alle Play-off-Runden wurden im Modus „Best of Five“ ausgespielt.

### Viertelfinale
|                 |   |                     | Serie | 1   | 2   | 3         | 4   | 5   |
| --------------- | - | ------------------- | ----- | --- | --- | --------- | --- | --- |
| Moskitos Essen  | – | SC Riessersee       | 3:0   | 3:2 | 4:1 | 3:1       | –   | –   |
| EC Bad Nauheim  | – | Braunlager EHC/Harz | 3:1   | 6:2 | 2:4 | 4:1       | 3:2 | –   |
| Düsseldorfer EG | – | Iserlohner EC       | 3:2   | 4:1 | 6:3 | 3:4 n. V. | 1:4 | 3:2 |
| GEC Nordhorn    | – | EHC Freiburg        | 1:3   | 2:5 | 1:3 | 4:2       | 3:6 | –   |

### Halbfinale
|                |   |                 | Serie | 1   | 2         | 3   | 4   | 5 |
| -------------- | - | --------------- | ----- | --- | --------- | --- | --- | - |
| Moskitos Essen | – | EHC Freiburg    | 3:0   | 4:3 | 3:2 n. P. | 3:2 | –   | – |
| EC Bad Nauheim | – | Düsseldorfer EG | 3:1   | 3:1 | 3:4 n. V. | 7:2 | 3:1 | – |

### Finale
|                |   |                | Serie | 1   | 2   | 3         | 4   | 5         |
| -------------- | - | -------------- | ----- | --- | --- | --------- | --- | --------- |
| Moskitos Essen | – | EC Bad Nauheim | 3:2   | 3:1 | 1:3 | 3:2 n. V. | 2:3 | 1:0 n. P. |

## Qualifikationsrunde

### Gruppe A
|    | Klub                        | Sp | S | OTS SOS | OTN SON | N  | Tore  | Punkte |
| -- | --------------------------- | -- | - | ------- | ------- | -- | ----- | ------ |
| 1. | ERC Ingolstadt              | 14 | 9 | 2       | 2       | 1  | 53:26 | 33     |
| 2. | EC Bad Tölz                 | 14 | 9 | 1       | 1       | 3  | 56:28 | 30     |
| 3. | Grefrather EV               | 14 | 8 | 2       | 1       | 3  | 64:62 | 29     |
| 4. | EHC Neuwied                 | 14 | 6 | 3       | 0       | 5  | 62:51 | 24     |
| 5. | ETC Crimmitschau (RL)       | 14 | 7 | 0       | 1       | 6  | 53:48 | 22     |
| 6. | EC Timmendorfer Strand (RL) | 14 | 3 | 1       | 1       | 9  | 55:79 | 12     |
| 7. | REV Bremerhaven (RL)        | 14 | 3 | 0       | 3       | 8  | 49:75 | 12     |
| 8. | Deggendorfer EC (RL)        | 14 | 1 | 1       | 0       | 11 | 45:68 | 6      |

Erläuterung: (RL) kennzeichnet Vereine der aus der klassentieferen Liga, die in der Relegation um den Aufstieg spielen durften.

### Gruppe B
| Pl. |                                   | Sp | S | OTS | OTN | N  | Tore  | Punkte |
| 1.  | Heilbronner EC                    | 14 | 9 | 2   | 0   | 3  | 68:48 | 31     |
| 2.  | ES Weißwasser                     | 14 | 8 | 2   | 2   | 2  | 70:54 | 30     |
| 3.  | SC Bietigheim-Bissingen (RL)      | 14 | 9 | 0   | 1   | 4  | 69:53 | 28     |
| 4.  | EC Wilhelmshaven-Stickhausen (RL) | 14 | 5 | 4   | 1   | 4  | 47:44 | 23     |
| 5.  | TSV Erding                        | 14 | 7 | 0   | 2   | 5  | 43:38 | 20     |
| 6.  | Crocodiles Hamburg                | 14 | 4 | 0   | 2   | 8  | 45:50 | 14     |
| 7.  | EV Regensburg (RL)                | 14 | 4 | 0   | 1   | 9  | 52:74 | 13     |
| 8.  | EV Duisburg (RL)                  | 14 | 1 | 1   | 0   | 12 | 44:77 | 4      |

Erläuterungen:        = im nächsten Jahr 2. Bundesliga,       = im nächsten Jahr 1. Liga
Für die Mannschaften TSV Erding und Crocodiles Hamburg, die sich in der Qualifikationsrunde nicht behaupten konnten, stiegen der SC Bietigheim-Bissingen und der EC Wilhelmshaven-Stickhausen in die dann 2. Eishockey-Bundesliga auf. Da jedoch die Moskitos Essen in die DEL wechselten, und die in der Qualifikationsrunde (nach Punkten) besser dastehenden Mannschaften ETC Crimmitschau und TSV Erding verzichteten, konnten die Crocodiles Hamburg in der Liga bleiben.